# Dvorec Belvoir
Dvorec Belvoir (/ˈbiːvər/ ⓘ BEE-vər) je umetno zgodovinski grad in mogočna hiša v Leicestershiru v Angliji, ki stoji 10 km zahodno od mesta Grantham in 16 km severovzhodno od Meltona Mowbray. Dvorec je bil prvič zgrajen na tem mestu takoj po normanski osvojitvi leta 1066 in je bil od takrat obnovljen vsaj trikrat. Zadnja stavba je navidezni grad iz zgodnjega 19. stoletja, ki je bil uvrščen na seznam zaščite I. Je sedež Davida Mannersa, 11. vojvode Rutlandskega (majhna grofija Rutland leži 26 km južno od dvorca Belvoir), čigar neposredni moški prednik ga je podedoval leta 1508. Tradicionalno grobišče Mannerjev je bilo v župnijski cerkvi sv. Marije Device v Bottesfordu, ki 5 km severno od dvorca, vendar so od leta 1825 pokopani v vojvodskem mavzoleju, ki je bil tistega leta zgrajen poleg dvorca. Ostaja v zasebni lasti vojvode Rutlandskega, vendar je odprt za širšo javnost.
Dvorec stoji na skrajnem severnem kotu grofije Leicestershire in je stisnjen med Lincolnshire na vzhodu in Nottinghamshire na zahodu ter gleda na Vale of Belvoir na severozahodu na meji z Nottinghamshireom. Obkrožajo ga vasi Redmile, Woolsthorpe, Knipton, Harston, Harlaxton, Croxton Kerrial in Bottesford. Antikvar John Leland († 1552) je izjavil: »Grad stoji na samem zatilju visokega hriba, strmega v obe smeri, deloma zaradi narave, deloma zaradi dela človeških rok«.
15.000 arov (6.000 hektarjev)[6] posestvo Belvoir, ki se nahaja v osrčju angleškega območja za lov na lisice, je sedež Belvoir Hunta (»psi vojvode Rutlandskega«[7]), ustanovljenega leta 1750 in zdaj v psarni 0,6 mi (1 km) jugovzhodno od gradu.

## Ime
Ime dvorca Belvoir v normanski francoščini pomeni čudovit razgled. Emma Manners, 11. vojvodinja Rutlandska, je dejala, da so ime Belvoir prenesli francosko govoreči Normani v 11. stoletju. Ker srednjeangleško govoreči Anglosasi niso znali izgovoriti imena, so ga raje imenovali Beaver Castle – raba, ki se ohranja še danes.

## Zgodovina

### Normanska utrdba
Normanski grad je prvotno stal na vzpetini znotraj wapentakea Framland, s pogledom na sosednji wapentake Winnibriggs v Lincolnshireu in prevladuje nad obema. Zgrajen je bil na zemljišču Roberta de Todenija, omenjenega v Domesday Book iz leta 1086, od njega pa jo je podedoval William d'Aubigny. Nato je sčasoma prešel na Williamovo vnukinjo Isabel, ki se je poročila z Robertom de Ros ok. 1234.
Belvoir je bil kraljevi dvorec, dokler ga leta 1257 ni podelil Robertu de Rosu. Leta 1267 je dobil dovoljenje za vrtnarjenje. Ko je moška linija de Ros leta 1508 izumrla, sta dvorec in grad prešla na Georgea Mannersa, 11. barona de Ros, nečaka zadnjega barona de Ros, ki je podedoval grad in baronstvo po svoji materi. Njegov sin je bil leta 1525 razglašen za grofa Rutlandskega.

### Tudorski dvorec
Do leta 1464 je bil normanski grad zabeležen kot ruševina. Leta 1528 je Thomas Manners, prvi grof Rutlandski, začel graditi veliko tudorsko graščino. Dokončana je bila leta 1555. Velik del kamna za to stavbo je prišel iz opatije Croxton in samostana Belvoir po njunem razpadu.
Dva lokalna mizarja sta leta 1602 prenovila biljardno mizo in od trgovca v Granthamu je bila kupljena nova baize tkanina. Jakob VI. in I., princ Henrik in beneški veleposlanik Antonio Foscarini so ostali avgusta 1612. V začetku 17. stoletja so bile služabnice Joan, Margaret in Phillipa Flower obtožene, da so s čarovništvom umorile dva mlada sinova 6. grofa. Joan je umrla v zaporu, Margaret in Phillipa pa sta bili obešeni.
Med angleško državljansko vojno je bilo eno izmed pomembnejših utrdb kraljevih privržencev in kralj Karel tu prenočil na poti v Lincolnshire.

### Podeželska hiša
Leta 1649 so parlamentarci porušili stavbo Tudorjev zaradi podpore družine rojalistom. Toda šest let kasneje se je leta 1654 začela gradnja velike družinske hiše - ki jo je zasnoval arhitekt John Webb. Dela so bila končana do leta 1668 in so stala 11.730 £ (2,14 milijona £ danes).
Deveti grof je bil imenovan za vojvodo Rutlandskega leta 1703. Dvorec Belvoir je bil dom družine Manners že petsto let in sedež vojvod Rutlandskih več kot tri stoletja.

### Neojurijevska arhitektura
Leta 1799 se je 5. vojvoda Rutlandski poročil z Lady Elizabeth Howard. Nova vojvodinja Rutlandska je kmalu izbrala arhitekta Jamesa Wyatta, da obnovi dvorec v romantičnem neogotskem slogu. Vojvoda, eden najbogatejših posestnikov v Združenem kraljestvu Velike Britanije in Irske, je prodal sedem izbranih vasi in njihova okoliška zemljišča, da bi financiral ogromen projekt. Projekt se je bližal koncu, ko ga je 26. oktobra 1816 skoraj uničil požar. Izguba - vključno s slikami Tiziana, Rubensa, van Dycka in Reynoldsa - je bila ocenjena na 120.000 funtov (danes 9,77 milijona funtov).
Dvorec, ponovno zgrajen po večinoma enakem načrtu, s ceno dodatnih 82.000 funtov (danes 8,11 milijona funtov), je bil večinoma dokončan do leta 1832. Arhitekt sir James Thornton (ki je bil vojvodov prijatelj in kaplan in vikar bližnjega Bottesforda) je bil v glavnem odgovoren za to obnovo, rezultat pa je na videz podoben srednjeveškemu gradu, njegov osrednji stolp pa spominja na grad Windsor.
Med obiskom dvorca Belvoir v 1840-ih je Ana, vojvodinja Bedfordska, ugotovila, da je običajen čas za večerjo med 19.00 in 20.30. Dodaten obrok, imenovan kosilo, je bil ustvarjen, da bi zapolnil opoldansko vrzel med zajtrkom in večerjo, a ker je bil ta novi obrok zelo lahek, je dolgo popoldne brez osvežitve pustilo ljudi občutek lakote. Ugotovila je, da je lahek obrok čaja (običajno Darjeeling) in peciva ali sendvičev popolno ravnotežje. Vojvodinji se je popoldanska malica zdela tako popolna osvežitev, da je kmalu začela vabiti svoje prijatelje, da se ji pridružijo. Popoldanski čaj je hitro postal uveljavljena in družabna jed v številnih gospodinjstvih srednjega in višjega razreda.
Dvorec je odprt za javnost in vsebuje veliko umetnin. Vrhunci ogleda so razkošne dvorane, najbolj znana je Elizabeth Salon (poimenovan po ženi 5. vojvode), Regents Gallery in Državna jedilnica z rimskim navdihom.
Leta 1964 je bil tukaj ustanovljen muzej polka Queen's Royal Lancers 17. in 21. lancerja, vendar so ga morali zapustiti oktobra 2007. Muzej Royal Lancers in Nottinghamshire Yeomanry Museum je zdaj v Thoresby Hallu.

## Posestvo
Dvorec leži na posestvu s skoraj 15.000 hektarji (61 km2).[6]

### Vrtovi
Vrtove Belvoir je zasnovala in uredila Elizabeth Howard, 5. vojvodinja Rutlandska, ki je bila poročena z Johnom Mannersom, 5. vojvodo Rutlandskim. Nastali so leta 1799, v letu, ko je bil zgrajen dvorec Belvoir. V vrtovih je veliko nenavadnih značilnosti, na primer naravni amfiteater, ki je obrnjen proti posestvu, so oblikovale morene ledenikov in 'hiša s koreninami' ali poletna hiša, ki je preživela do danes. Ta naravni amfiteater je obdan z izviri sladke vode, ki zagotavljajo cvetoče rastline skozi vse leto.
Vrtovi Belvoir so bili tudi prvo mesto množičnega spomladanskega nasada cvetja, koncept, ki ga je razvil g. Divers, takrat glavni vrtnar vrtov.
Nekoč cvetočim vrtovom se zdaj počasi vrača nekdanji sijaj. Prijatelji vrtov Belvoir je program, ki spodbuja navdušence z zelenimi prsti, da prostovoljno sodelujejo pri upravljanju lepo ohranjenih vrtov.

## Mavzolej
Tradicionalno grobišče družine Manners je bila cerkev sv. Marije Device v Bottesfordu. Od povišanja v vojvodino leta 1703 je bila večina vojvod pokopanih na tleh mavzoleja na dvorcu Belvoir. Mavzolej na je zgradil 5. vojvoda Rutlandski po smrti svoje žene Elizabeth Howard (1780–1825), hčerke 5. grofa Carlislskega. Po njegovi izgradnji je bila večina spomenikov iz 18. stoletja v cerkvi Belton premaknjena v mavzolej, ki je nato postal glavni kraj pokopa družine.

## Sedanja uporaba
Del dvorca se še vedno uporablja kot družinska hiša družine Manners. Številni filmi in televizijski programi so ga uporabili kot prizorišče, vključno z Malim lordom Fauntleroyem (1980), Da Vincijevo šifro, Mladim Sherlockom Holmesom (1985), Mlado Viktorijo (2007), Jackom in fižolovim steblom: Resnična zgodba (2001), različico The Haunting iz leta 1999, King Ralph (1991), The Crown in epizodo Rosie and Jim (1999).
Igrišče uporablja kriket klub Belvoir in za prirejanje dogodkov, vključno z leta 2009 sejmom iger CLA. Vsako leto od leta 2013 (z izjemo leta 2020 zaradi omejitev Covid) na jesensko enakonočje poteka Equinox24, 24-urni ultra maraton, s tekači, ki pretečejo 10-kilometrsko krog po podeželskem posestvu, z dvorcem kot kuliso. Novembra 2014 je Emma Manners, vojvodinja Rutlandska, imenovala Timothyja Graysona za grajskega pesnika. Briery Wood Heronry je biološko območje posebnega znanstvenega pomena na ozemlju. Avgusta 2010 je spletno stran dvorca pomotoma vdrla in prevzela alžirska skupina, ki je izpraznila strani in vstavila antisemitska besedila v arabščini. Hekerji so zamenjali dvorec Belvoir za trdnjavo Belvoir, ki je v Izraelu.